# The Wonderful 101
The Wonderful 101 es un juego de acción y aventura desarrollado por PlatinumGames y publicado por Nintendo para Wii U. El videojuego fue dirigido por Hideki Kamiya y producido por Atsushi Inaba; ambos también trabajaron juntos en la serie Viewtiful Joe y Ōkami. Fue lanzado en agosto de 2013 en todas las regiones principales excepto en Norteamérica, donde fue lanzado el mes siguiente.
En mayo de 2020, una versión remasterizada titulada The Wonderful 101: Remastered se lanzó para Nintendo Switch, PlayStation 4 y Windows.

## Modo de juego
En The Wonderful 101, los jugadores controlan una horda de superhéroes desde un punto de vista isométrico y pueden convertirlos en varios objetos llamados "Unite Morphs". A medida que avanzan los niveles, los jugadores deben explorar cada etapa para encontrar a ciudadanos indefensos y reclutarlos para unirse a su ejército de héroes. Cuantos más héroes se reúnan, mayores serán los poderes morfológicos especiales. A costa de agotar su medidor de batería, los jugadores pueden utilizar los formularios "Unite Morph" para derrotar a sus enemigos, resolver acertijos o atravesar el entorno. El medidor puede recargarse realizando ataques normales o recogiendo las baterías lanzadas por un enemigo derrotado. Los enemigos también tirarán "O parts" (la moneda del juego que se usa para comprar mejoras), nuevas habilidades de "Unite Morph" y objetos. Para transformar la horda de héroes, el símbolo apropiado se dibuja en la pantalla táctil del Wii U GamePad o en la palanca analógica derecha, como una "L" para un arma o una línea ondulada para un látigo. El GamePad también se puede utilizar para cambiar la vista a un ángulo tradicional de tercera persona y explorar mejor los entornos más estrechos, como los que se encuentran en interiores.

### Modos
La campaña para un jugador se divide en niveles. Cada nivel termina con una nota dependiendo de una serie de factores, como el tiempo que tarda el jugador en completar el nivel y la cantidad de daño que ha sufrido. Además de un modo para un jugador, el juego tiene un modo cooperativo que soporta hasta cinco jugadores, con una persona utilizando el GamePad y los otros cuatro usando su propio Wii U Pro Controller.

### Puesta en escena
El juego tiene lugar durante una tercera guerra entre la Tierra y una organización terrorista alienígena -llamada Geathjerk Federation- que ha invadido el planeta. La única esperanza para la humanidad son los Wonderful Ones, un grupo de superhéroes que trabajan para el Servicio Secreto Planetario CENTINELS, una organización creada por las Naciones Unidas.

### Personajes
Los protagonistas principales son Will Wedgewood (Wonder-Red), un maestro de escuela primaria de Blossom City y el líder de los Wonderful Ones, cuyo padre Arthur es asesinado por Laambo; Eliot Hooker (Wonder-Blue), un detective de policía cuyo hermano mayor es asesinado por Vijounne; El experto en armas Jean-Sebastain Renault (Wonder-Green); la modelo Mariana Kretzulesco (Wonder-Pink); el soldado ruso Ivan Istochinkov (Wonder-Yellow); el ninja en entrenamiento Momoe Byakkoin (Wonder-White); y el jugador de videojuegos Krishna Ramanujan (Wonder-Black).
Los personajes secundarios son P-Star, un robot que asiste a los héroes; Laurence Nelson (Wonder-Captain), el comandante de los CENTINELS que antes era conocido como Wonder-Red; la operadora de Virgin Victory Alice MacGregor; y el jefe de ciencia James Shirogane. Luka Alan Smithee es una estudiante de Blossom City Elementary School cuya madre científica, Margarita, murió trabajando para los CENTINELS y dio su vida para que la inteligencia artificial, la Madre Platino, pudiera sostener el escudo defensivo de la Tierra. Luka se une al grupo y se convierte en Wonder-Goggles al final del juego. El último miembro de la Federación de Policía Galáctica es Inmorta; su hermano, el Príncipe Vorkken, vivía en el Cometa Rhullo, pero fue lavado el cerebro por Gimme, un alienígena que planta un virus en la forma de un insecto arma biológica llamado Vaaiki en el cuerpo de Vorkken. Vorkken se convierte en el líder pirata espacial de los Guyzoch y se pone del lado de Chewgi.
El villano principal es Jergingha, el señor supremo de la Federación Geathjerk, que está intentando usar el Chi-Q para recuperar la galaxia de la humanidad.

## Argumento
La historia comienza con un autobús escolar lleno de niños atacados por invasores alienígenas conocidos como los Geathjerk. El maestro, el Sr. Wedgewood, se transforma en el superhéroe Wonder-Red y se une a los otros superhéroes para destruir a los alienígenas con los poderes de Unite Morph. Un estudiante, sin embargo, Luka, parece desilusionado y expresa su odio tanto por los héroes como por los extraterrestres.
Los héroes se reúnen en su buque insignia para planificar sus defensas. La Tierra está protegida de la invasión por un escudo, alimentado por cinco Super Reactores. Los héroes deben viajar alrededor del mundo para proteger estos reactores y destruir a los alienígenas que se deslizan a través del escudo. Mientras viajan, se encuentran con el profesor Shirogane, quien les explica que una vez que los reactores estén a salvo, utilizarán un cañón en órbita, el Cometa Shirogane, para destruir al resto de los alienígenas. En el camino, Wonder-Red lucha por liderar su equipo, especialmente Wonder-Blue, cuyo hermano fue asesinado por uno de los líderes alienígenas. El deseo de venganza de Blue causa varios problemas hasta que Red lo convence de que coopere con el equipo. Además, Luka se esconde en el barco y los héroes se ven obligados a traerlo para mantenerlo a salvo.
Los héroes también luchan repetidamente contra el pirata espacial Prince Vorkken y su primer compañero Chewgi. Vorkken está buscando a los luchadores más fuertes de la galaxia para que pueda tener la fuerza para vengarse de los Geathjerk. Vorkken lucha con los ataques de Unite Morph, similares a los de los héroes, y sirve para frustrar a Wonder-Red en sus encuentros. Con la ayuda de la hermana de Vorkken, Inmorta, los héroes lo derrotan, y Wonder-Red convence a Vorkken de que su deseo de venganza lo ha convertido en malvado.
En el clímax de la historia, Luka traiciona a los héroes y se une a los extraterrestres, revelando que su colgante es la llave que controla los Super Reactores. Luka explica que su madre murió trabajando en el escudo que protege la Tierra y que él quiere que los alienígenas destruyan la Tierra para vengarse por la pérdida de su madre. Wonder-Red, sin embargo, anuncia que la madre de Luka sigue viva: se convirtió en la Madre Platino, el sistema informático que controla las defensas de la Tierra. Luka abandona su deseo de venganza y la Madre Platino reúne piezas de la ciudad destruida para crear un robot gigante llamado "Platinum Robo". Utilizando el robot, los héroes se abren paso hasta el Cometa Shirogane y disparan sus cañones, destruyendo la flota invasora. Jergingha, líder de los alienígenas, no se rinde y regresa en una gigantesca fortaleza con una flota aún mayor. Platinum Robo vuela para atacar la fortaleza, mientras que Chewgi y Vorkken llegan para ayudar a romper sus defensas. La fortaleza de Jergingha se convierte en un robot gigante, incluso más grande que Platinum Robo, pero los Wonderful Ones, Immorta y Vorkken combinan su poder y lo destruyen, salvando al mundo. Los Guyzoch salen con Vorkken para ayudar a reconstruir los mundos que atacaron. Luka se une a los Wonderful 100 para ayudar a compensar sus errores. Como resultado, el equipo pasa a llamarse "Wonderful 101".
El epílogo muestra a Luka (ahora "Wonder-Goggles") y a los otros héroes salvando un autobús escolar de los alienígenas, paralelamente a la apertura del juego. La historia termina con los héroes continuando su lucha contra el Geathjerk restante.

## Desarrollo
El desarrollo de lo que se convertiría en The Wonderful 101 comenzó durante la vida de la Wii. La idea original surgió del presidente de PlatinumGames, Tatsuya Minami, que quería reunir en un solo juego a un grupo de personajes populares o icónicos de los videojuegos. Debido a que los diferentes jugadores preferirían a ciertos personajes antes que a otros, la idea de ser forzado a jugar como un personaje determinado en varios momentos del juego fue rápidamente descartada. En su lugar, todos los personajes aparecerían en la pantalla a la vez para que el jugador pudiera elegir entre ellos en cualquier momento. En un principio, PlatinumGames pensó en utilizar personajes de primera mano de Nintendo, que trabajarían juntos para superar los obstáculos, pero cuando se presentó la idea a Nintendo, se preguntaron cómo el mecánico podría llenar todo un juego. El director Hideki Kamiya también dudaba de que los "elementos conflictivos" de los diferentes personajes de Nintendo se pudieran "poner en una fórmula coherente" como en la serie Super Smash Bros. Se suspendió la lluvia de ideas mientras trabajaba en otro juego, pero cuando el progreso en ese juego se detuvo un año más tarde, se reanudó el trabajo en The Wonderful 101. Kamiya decidió utilizar el tema japonés henshin/transformación, con un grupo de cinco héroes originales que podían unirse y transformarse en varias armas. Pronto el grupo se expandió a cien héroes y el estilo de los superhéroes japoneses se transformó en "un ambiente de cómic americano". Aunque los desarrolladores habían estado pensando en crear el juego para Wii, cuando PlatinumGames y Nintendo concluyeron su asociación, se convirtió en un juego exclusivo para Wii U. Los desarrolladores querían utilizar las características únicas de la consola de forma efectiva, así que se les ocurrió dibujar en el GamePad como una forma de activar los "Unite Morphs".
En una entrevista realizada en mayo de 2018, Kamiya declaró que el equipo tenía algunas ideas para un posible cambio de puerto en el Nintendo Switch, mientras hacía documentos internos sobre cómo lo harían.

### Música
La música de este juego es una partitura orquestada, escrita por Hiroshi Yamaguchi, Akira Takizawa, Hitomi Kurokawa, Norihiko Hibino, Masato Kouda y Rei Kondoh. Las canciones se llaman "The Won-Stoppable Won Wonderful 100" y "The Won-Stoppable Wonderful 101". Las cantan Foresta en la versión japonesa y Jimmy Wilcox, Rob McElroy y Bruce Blanchard en la versión inglesa. El 15 de septiembre de 2014 se publicó una banda sonora oficial en dos volúmenes.

### Comercialización
The Wonderful 101 fue revelado en el E3 2012 en la sala de conferencias, con el nombre en clave de Project P-100. El 3 de julio de 2013, Nintendo presentó su campaña de redes sociales "Wonderful Wednesday" (Miércoles Maravilloso) para promocionar The Wonderful 101, donde cada miércoles antes del lanzamiento del juego, lanzan un nuevo retrato de un personaje. Dos días después, sin embargo, Kamiya publicó en Twitter que estaba preocupado por la falta de marketing de The Wonderful 101. Se refería a la falta de información en revistas o sitios web, y afirmaba que el juego tenía casi 1,5 veces más recursos y mano de obra que el juego más grande de Platinum, Bayonetta. El 7 de agosto de 2013, Nintendo Direct, Satoru Iwata Satoru Iwata anunció que en dos días se haría una presentación de Nintendo Direct exclusivamente para The Wonderful 101.

## Recepción
The Wonderful 101 recibió críticas generalmente positivas de los críticos. Tiene una puntuación total de 78/100 en Metacritic. El juego fue criticado por algunos críticos por su dura curva de aprendizaje, mientras que otros, como Michael Nelson, de Nintendo Enthusiast, elogiaron el juego por requerir una cierta cantidad de habilidad.
La mayoría de los críticos disfrutaron de la historia, los personajes y el humor ridículamente absurdos, pero algunos encontraron que las pocas bromas sexuales en el juego estaban fuera de lugar en lo que se percibía como un juego para niños (aunque tiene una clasificación de Adolescente). La longitud y el ritmo de The Wonderful 101 parecieron un poco prolongados para algunos críticos debido a la repetición de enemigos y peleas de jefes, mientras que otros pensaron que estos problemas no eran problemáticos gracias a la distribución uniforme de nuevos movimientos y mejoras.
La necesidad de formar armas dibujando en la pantalla táctil tuvo una recepción mixta. Muchos revisores encontraron que el GamePad funcionaba bien para líneas rectas o círculos (para hacer una espada o un puño), pero que a veces interpretaba formas más complejas como el arma equivocada. Otros pensaban que dibujar formas simples en el GamePad mientras se usa el palo analógico derecho para otros era más fiable, o que el GamePad funcionaba perfectamente y era simplemente una cuestión de práctica. La cámara fue criticada por estar demasiado alejada para seguir la pista de todos los personajes durante la batalla, pero también por estar demasiado acercada para ver al enemigo fuera de vista de vez en cuando. Los críticos estuvieron de acuerdo en que el juego estaba a la altura de la alta dificultad de la marca PlatinumGames, y algunos citaron los controles y la cámara como factores contribuyentes.
Casi todos los críticos se mostraron satisfechos con los usos creativos de la segunda pantalla del GamePad. Sin embargo, algunos pensaron que navegar dentro de un edificio usando el giroscopio del controlador era torpe.
Los críticos pensaron que el modo multijugador era divertido, pero a menudo perdían la pista de su propio grupo de personajes. La mayoría estuvo de acuerdo en que se sentía "pegado".
El estilo de dibujos animados y los efectos llamativos de The Wonderful 101 en la batalla fueron elogiados por los críticos, pero los críticos también pensaron que los modelos de personajes parecían poco polémicos si la vista se ampliaba. Los escenarios y los jefes gigantes fueron igualmente bien recibidos, al igual que la voz y la banda sonora.

### Ventas
Nintendo envió 30.000 copias para el lanzamiento del juego en Japón. El juego vendió 5.258 copias en su primera semana en Japón y alcanzó el puesto 22 en su primera semana de ventas en el Reino Unido.